# Paralelo 36 norte
El paralelo 36 Norte es un paralelo que se encuentra a 36 grados al Norte del plano ecuatorial de la Tierra. Cruza África, el mar Mediterráneo, Asia, el océano Pacífico, Norteamérica y el océano Atlántico.
Desde el 7 de abril de 1991 hasta el 31 de diciembre de 1996, este paralelo delimitó la frontera Norte de las zonas de exclusión aérea en Irak.
A esta latitud el día dura 14 horas con 36 minutos en el solsticio de junio y 9 horas con 43 minutos en el solsticio de diciembre.

## Alrededor del mundo
Comenzando en el meridiano de Greenwich, y en dirección al este, el paralelo 36 Norte atraviesa:
| Coordenadas                        | País, territorio o mar | Notas |
| ---------------------------------- | ---------------------- | --- |
| 36°0′N 0°0′E / 36.000, 0.000       | Mar Mediterráneo       | |
| 36°0′N 0°7′E / 36.000, 0.117       | Argelia                | |
| 36°0′N 8°18′E / 36.000, 8.300      | Túnez                  | |
| 36°0′N 10°31′E / 36.000, 10.517    | Mar Mediterráneo       | Pasa justo al Norte de la isla de Linosa, Italia · Pasa entre las islas de Comino y Malta, Malta |
| 36°0′N 23°10′E / 36.000, 23.167    | Mar Egeo               | Pasa entre las islas de Kythira y Antikythera, Grecia · Pasa justo al Norte de la Isla Saria, Grecia |
| 36°0′N 27°45′E / 36.000, 27.750    | Grecia                 | Isla de Rodas |
| 36°0′N 27°55′E / 36.000, 27.917    | Mar Mediterráneo       | |
| 36°0′N 35°59′E / 36.000, 35.983    | Turquía                | Provincia de Hatay |
| 36°0′N 36°22′E / 36.000, 36.367    | Siria                  | |
| 36°0′N 41°17′E / 36.000, 41.283    | Irak                   | |
| 36°0′N 45°21′E / 36.000, 45.350    | Irán                   | |
| 36°0′N 61°10′E / 36.000, 61.167    | Turkmenistán           | |
| 36°0′N 63°49′E / 36.000, 63.817    | Afganistán             | |
| 36°0′N 71°15′E / 36.000, 71.250    | Pakistán               | Jaiber Pajtunjuá Gilgit-Baltistan - reclamados por India |
| 36°0′N 76°6′E / 36.000, 76.100     | Valle Shaksgam         | Área administrada por China, reclamada por India |
| 36°0′N 76°48′E / 36.000, 76.800    | China                  | Xinjiang Tíbet Qinghai Gansu — pasa justo al Sur de Lanzhou Ningxia Gansu Shaanxi Shanxi Henan Shandong Henan (durante unos 15 km) Shandong — pasa justo al Sur de Qingdao                                                                  |
| 36°0′N 120°18′E / 36.000, 120.300  | Mar Amarillo           | |
| 36°0′N 126°42′E / 36.000, 126.700  | Corea del Sur          | Provincia de Chungcheong Sur Provincia de Jeolla Norte Provincia de Gyeongsang Norte pasa justo al Sur de Daegu-Montes Palgong Provincia de Gyeongsang Norte                                                                                |
| 36°0′N 129°35′E / 36.000, 129.583  | Mar de Japón           | |
| 36°0′N 133°1′E / 36.000, 133.017   | Japón                  | Isla de Chiburi-shima: — Prefectura de Shimane |
| 36°0′N 133°4′E / 36.000, 133.067   | Mar de Japón           | |
| 36°0′N 135°58′E / 36.000, 135.967  | Japón                  | Isla de Honshū: — Prefectura de Fukui — Prefectura de Gifu — Prefectura de Nagano — Prefectura de Gunma - durante unos 4 km — Prefectura de Saitama — Prefectura de Chiba - durante unos 6 km — Prefectura de Ibaraki                       |
| 36°0′N 140°40′E / 36.000, 140.667  | Océano Pacífico        | |
| 36°0′N 121°30′O / 36.000, -121.500 | Estados Unidos         | California Nevada Arizona Nuevo México Texas Oklahoma Arkansas Frontera Missouri / Arkansas (aproximado) Tennessee Carolina del Norte (Madison County, durante unos 14 km) Tennessee (Unicoi County, durante unos 12 km) Carolina del Norte |
| 36°0′N 75°39′O / 36.000, -75.650   | Océano Atlántico       | |
| 36°0′N 5°50′O / 36.000, -5.833     | Estrecho de Gibraltar  | Pasa a pocos metros del sur de la Isla de las Palomas (Punta de Tarifa), España - el punto más meridional de la Europa continental |
| 36°0′N 5°25′O / 36.000, -5.417     | Mar Mediterráneo       | |